# Doğanalanı
Doğanalanı ist ein Ortsteil (Mahalle) im Landkreis Kozan der türkischen Provinz Adana mit 479 Einwohnern (Stand: Ende 2024). Im Jahr 2011 zählte der Ort 589 Einwohner.